# Wasilij Dwinianinow
Wasilij Andriejewicz Dwinianinow (ros. Василий Андреевич Двинянинов, ur. 1900 we wsi Chałdienki w guberni wiackiej, zm. w czerwcu 1966 w Kałudze) – funkcjonariusz radzieckich organów bezpieczeństwa, pułkownik, szef Zarządu NKWD w obwodzie mińskim (1941).

## Życiorys
Od stycznia 1918 do maja 1919 sekretarz i przewodniczący komitetu wykonawczego rady gminnej w guberni wiackiej, od września 1919 w RKP(b), od maja do sierpnia 1919 w Armii Czerwonej. Od sierpnia 1919 do lutego 1920 pełnomocnik operacyjny, komisarz wydziału specjalnego i inspektor ds. walki z bandytyzmem gubernialnej Czeki w Permie, od lutego do maja 1920 sekretarz i pomocnik kierownika wydziału tajno-operacyjnego Donieckiej Gubernialnej Czeki, od maja do sierpnia 1920 sekretarz okręgowej Czeki w Taganrogu, od sierpnia 1920 do marca 1922 sekretarz i pomocnik kierownika wydziału tajno-operacyjnego Donieckiej Gubernialnej Czeki/Gubernialnego Oddziału GPU, od marca 1922 do grudnia 1923 zastępca szefa okręgowego oddziału GPU w Taganrogu. Od grudnia 1923 do sierpnia 1924 szef okręgowego oddziału GPU w Ługańsku, od sierpnia 1924 do 22 sierpnia 1927 szef okręgowego oddziału GPU w Łubniach, od 22 sierpnia 1927 do 26 lutego 1929 szef okręgowego oddziału GPU w Sumach, a od 26 lutego do 8 grudnia 1929 w Melitopolu. Od grudnia 1929 do września 1932 zastępca szefa okręgowego oddziału/sektora GPU w Charkowie, od 7 października 1932 do 21 sierpnia 1933 zastępca szefa Obwodowego Oddziału GPU w Czernihowie, od września 1933 do czerwca 1935 szef Wydziału Transportu Drogowego OGPU/NKWD Kolei Południowo-Zachodniej, od czerwca 1935 do maja 1936 szef Wydziału Transportowego Zarządu Bezpieczeństwa Państwowego (UGB) Zarządu NKWD obwodu kijowskiego, 8 stycznia 1936 mianowany kapitanem bezpieczeństwa państwowego. Od maja 1936 do lipca 1937 pomocnik i zastępca szefa Zarządu NKWD obwodu kijowskiego, od 27 lipca 1937 do 26 grudnia 1939 szef Wydziału Transportu Drogowego Głównego Zarządu Bezpieczeństwa Państwowego Kolei Omskiej, od grudnia 1939 do kwietnia 1940 w dyspozycji Głównego Zarządu Transportowego NKWD ZSRR. Od kwietnia 1940 do marca 1941 szef Wydziału Transportu Drogowego NKWD w Mińsku, od 15 marca do lipca 1941 szef Zarządu NKWD obwodu mińskiego, od lipca do października 1941 szef Oddziału I Wydziału Specjalnego NKWD Frontu Zachodniego, od października 1941 do 15 kwietnia 1942 szef Wydziału Specjalnego NKWD Akademii Wojskowej im. Michaiła Frunzego w Taszkencie (po ewakuowaniu Akademii z Moskwy). Od 15 kwietnia 1942 do 27 maja 1943 szef Wydziału Transportowego NKWD/NKGB Kolei Południowo-Wschodniej (Woroneż), 11 lutego 1943 mianowany podpułkownikiem, od 27 maja 1943 do 31 marca 1944 szef Wydziału Transportowego NKGB Kolei Aszchabadzkiej, 11 września 1943 mianowany pułkownikiem, od 31 marca 1944 do 10 listopada 1947 szef Wydziału Transportowego NKGB/MGB Kolei Białoruskiej w Homlu. Od 9 kwietnia 1948 do 16 marca 1953 szef Zarządu MGB w obwodzie kałuskim, od marca do października 1953 p.o. zastępcy szefa Zarządu MGB w obwodzie dniepropetrowskim, od października 1953 do kwietnia 1954 zastępca szefa Zarządu MSW w obwodzie kostromskim, od lipca 1954 do 1956 zastępca szefa Zarządu KGB w obwodzie kostromskim, od grudnia 1956 na emeryturze.

## Odznaczenia
- Order Lenina (dwukrotnie - 21 lutego 1945 i 29 lipca 1945)
- Order Czerwonego Sztandaru (dwukrotnie - 3 listopada 1944 i 25 lipca 1949)
- Order Czerwonej Gwiazdy (dwukrotnie - 17 września 1943 i 16 września 1945)